# Tricorythus variabilis
Tricorythus variabilis is een haft uit de familie Tricorythidae. De wetenschappelijke naam van de soort is voor het eerst geldig gepubliceerd in 1998 door Oliarinony & Raberiaka.
De soort komt voor in het Afrotropisch gebied.